# Fanny Byse

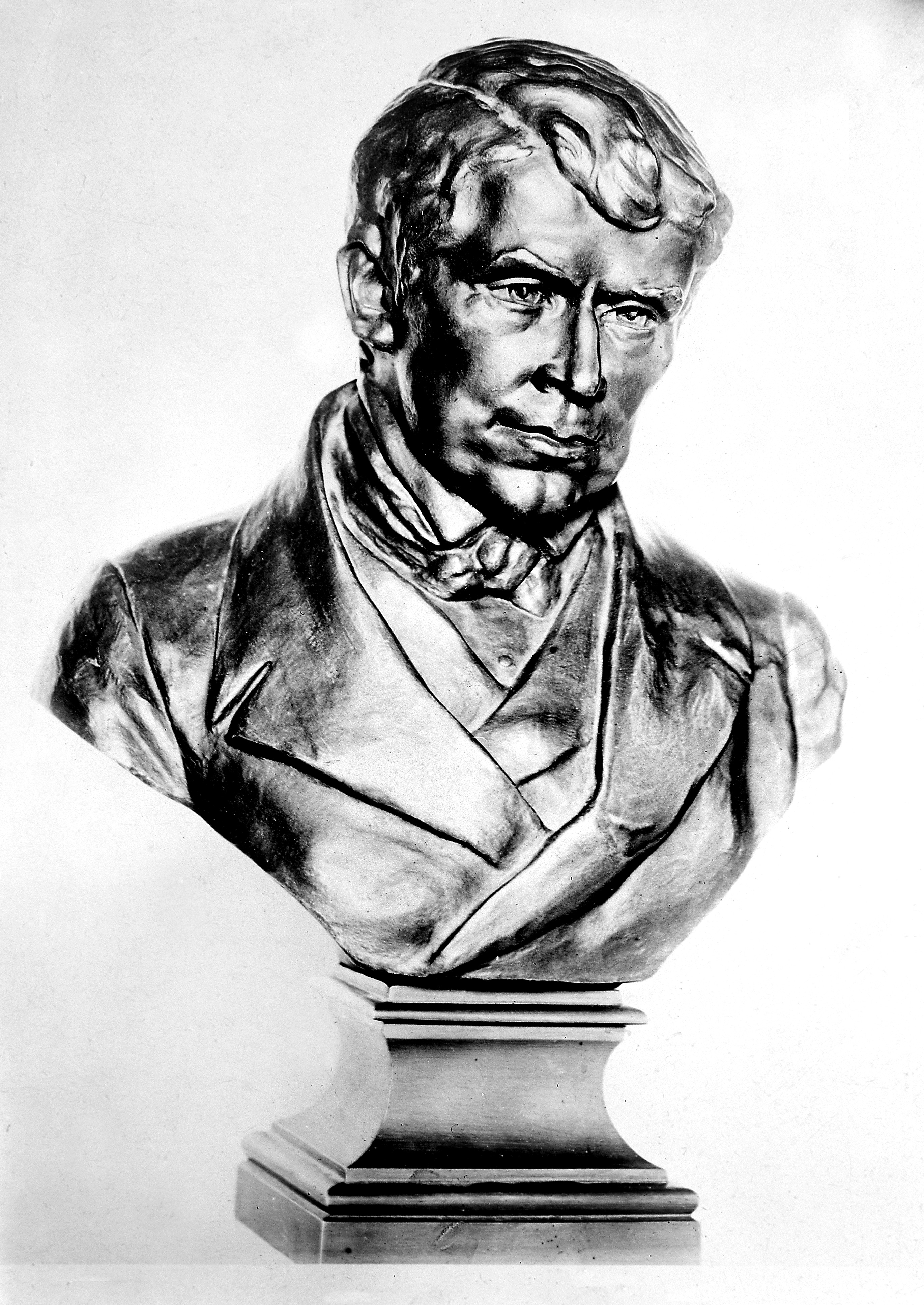
Busto de bronze de Alexandre Vinet

Fanny Byse, nascida Lee (nascida em 1849) foi uma escultora britânica que se especializou na criação de cabeças e bustos.

## Biografia
Byse nasceu em Londres em 1849, mas só começou a praticar escultura em 1893 quando foi para Genebra, onde foi ensinada por Jules Salmson, o director da Escola de Artes Industriais de lá. Posteriormente, ela estudou em Roma, Florença e Paris. Byse produziu vários bustos e bonecos, que exibiu principalmente em Paris com o Salon des Artistes Francais, mas também na Royal Academy de Londres durante 1902. O seu busto de bronze de Alexandre Vinet está na Wellcome Collection, em Londres.